# S/2016 J 4
S/2016 J 4 — невеликий зовнішній природний супутник Юпітера, відкритий Скоттом Шеппардом 9 березня 2016 року за допомогою 6,5-метрового телескопа Магеллана-Бааде в Лас-Кампанас, Чилі. Про це було оголошено Центром малих планет 24 січня 2023 року після того, як спостереження були зібрані протягом досить тривалого періоду часу, щоб підтвердити орбіту супутника.
S/2016 J 4 є частиною групи Пасіфе, розсіяного скупчення віддалених ретроградних, нерегулярних супутників Юпітера, які рухаються по орбітах, подібних до Пасіфе, за великими напіввісями між 22–25 мільйонами км, ексцентриситетом орбіти між 0,2-0,6, а нахили від 140 до 160°. Повний оберт навколо Юпітера робить за 743,69 земних доби з нахилом орбіти 146,25 °. Має діаметр близько 1 км для абсолютної зоряної величини 17,3.